# Dicrurus remifer
Il drongo coda a racchetta minore, o semplicemente drongo coda a racchetta (Dicrurus remifer (Temminck, 1823)) è un uccello passeriforme appartenente alla famiglia Dicruridae.

## Etimologia
Il nome scientifico della specie, remifer, deriva dal latino e significa "portatore di remi", in riferimento alla conformazione delle penne della coda.

## Descrizione

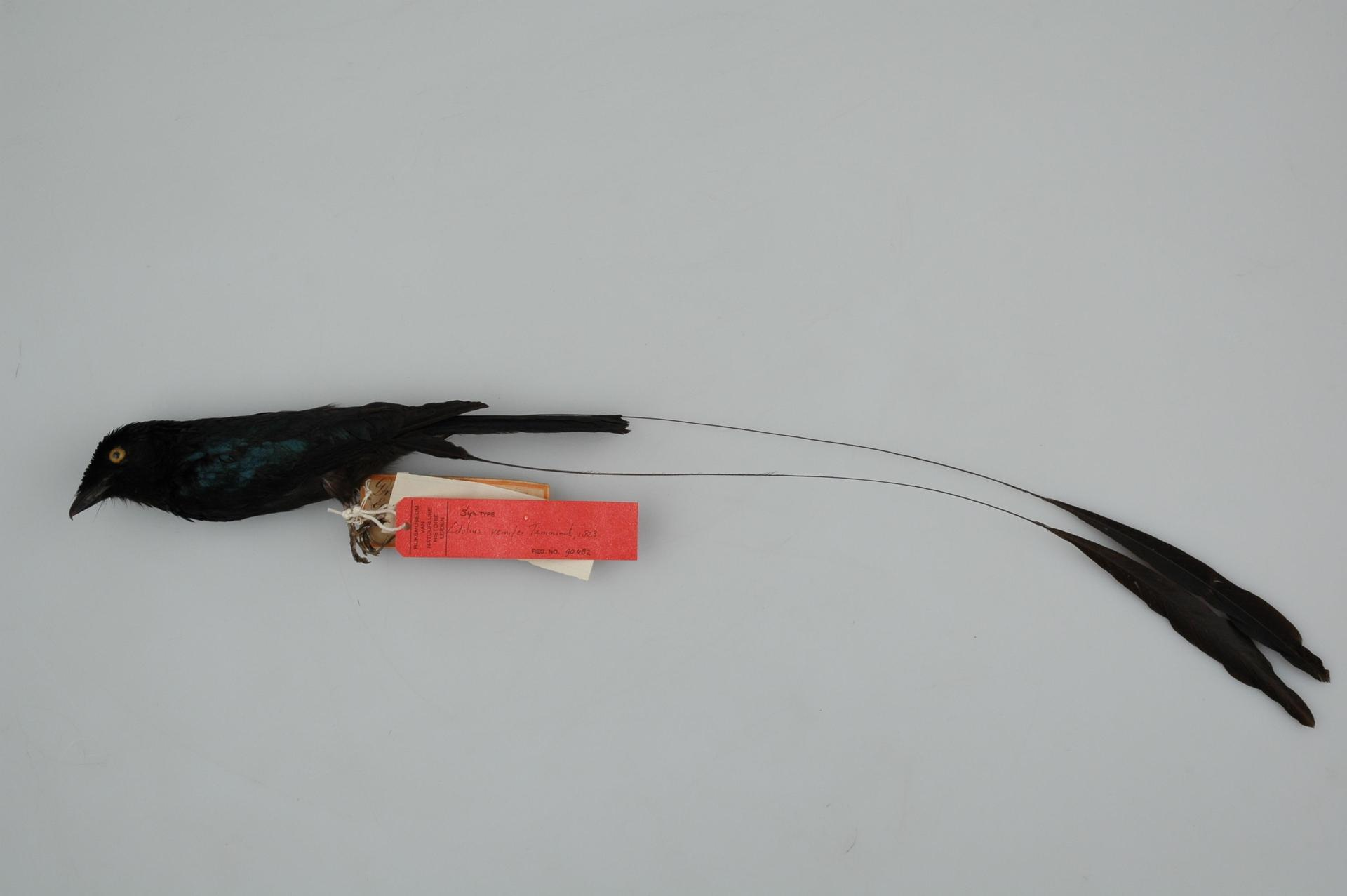
Veduta laterale di maschio impagliato.

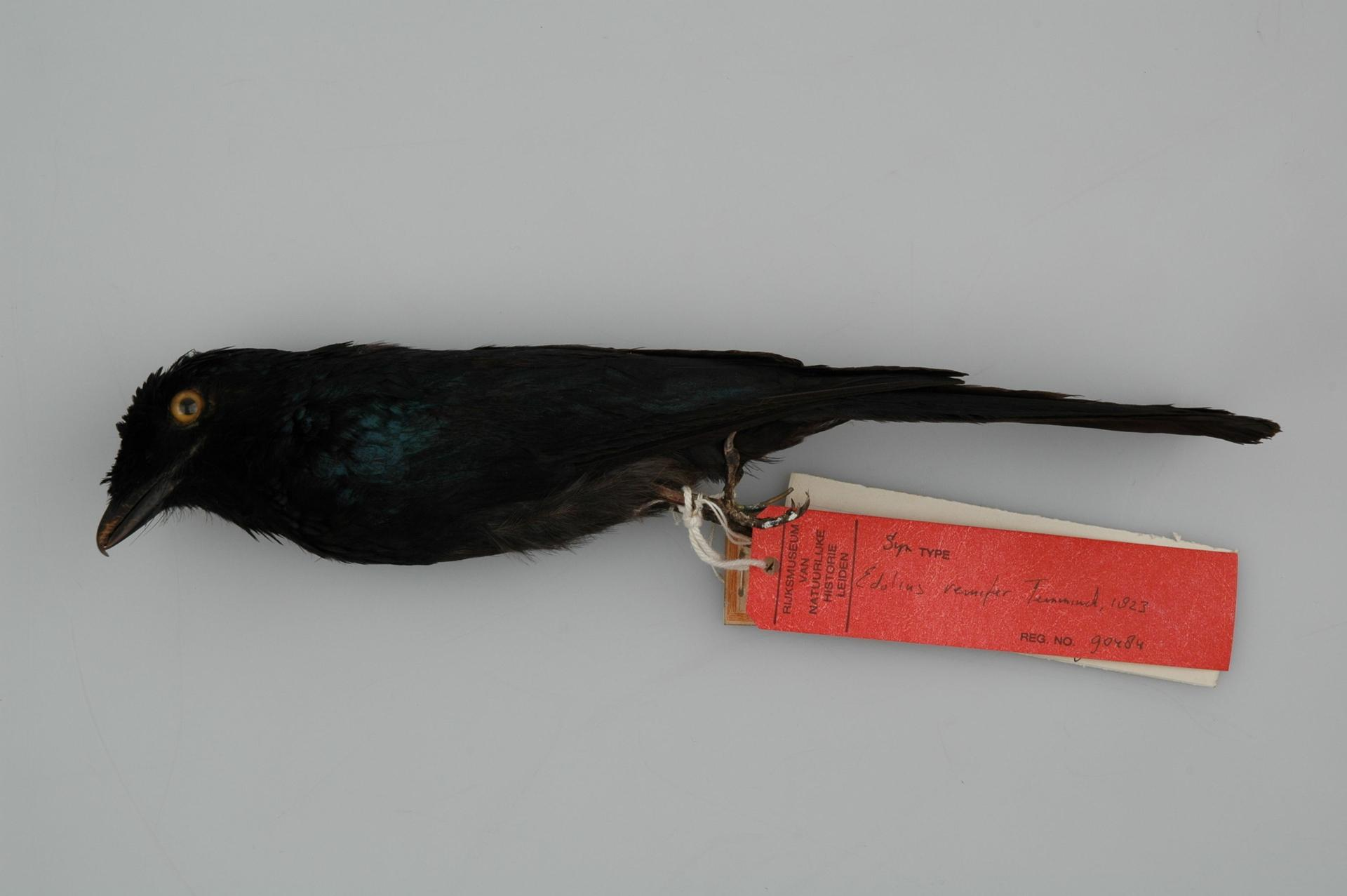
Veduta laterale di femmina impagliata.

### Dimensioni
Misura 25-27,5 cm di lunghezza (fino a 40 se si considera anche la lunga coda), per 35,5-49 g di peso.

### Aspetto
Si tratta di uccelli dall'aspetto robusto e slanciato, muniti di grossa testa di forma squadrata e allungata, penne della fronte lievemente allungate a formare una piccola cresta erettile, becco largo, appiattito e robusto dalla punta adunca, zampe corte, lunghe ali digitate ed inconfondibile coda che nei maschi presentale due penne laterali filiformi e dalla punta allargata a racchetta, caratteristica alla quale la specie deve sia il proprio nome comune che il nome scientifico.
Il piumaggio si presenta interamente di colore nero lucido, con presenza di sfumature metalliche di colore verde-bluastro su ali, nuca ed area dorsale, ben evidenti quando l'animale si trova nella luce diretta.

I due sessi presentano colorazione del tutto simile: le femmine, tuttavia, sono prontamente distinguibili dai maschi in quanto mancano delle caratteristiche penne caudali allungate.
Il becco e le zampe sono di colore nerastro: gli occhi sono invece di colore bruno-rossiccio.

## Biologia

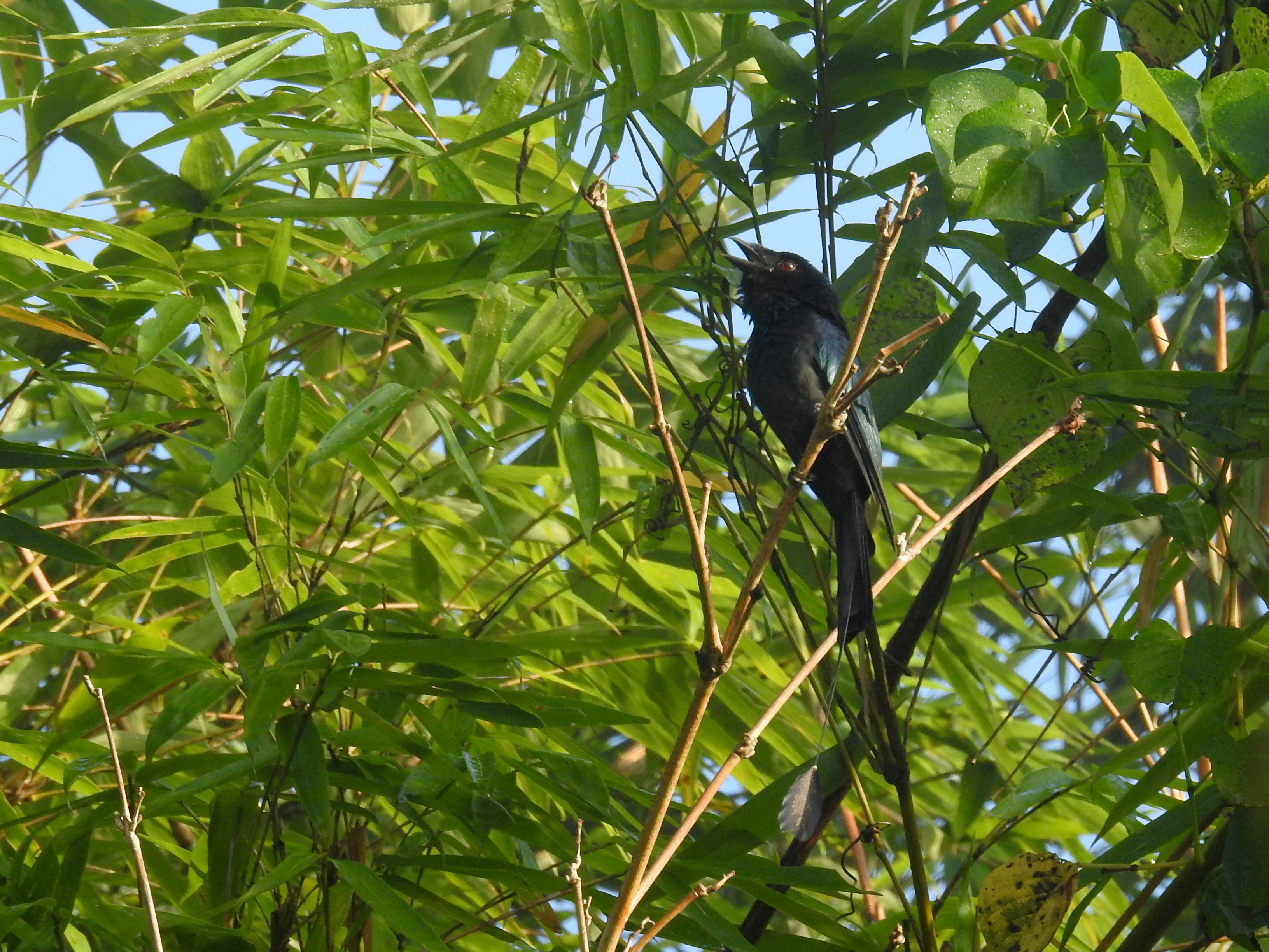
Maschio vocalizza a Dampa.

Il drongo coda a racchetta è un uccello dalle abitudini di vita essenzialmente diurne, che vive da solo o in coppie e passa la maggior parte del tempo appollaiato su un posatoio preminente (come il ramo sporgente di un albero o un palo) sul limitare di un'area alberata, sorvegliando continuamente i dintorni alla ricerca di eventuali prede (che vengono prontamente catturate, per poi ritornare al posatoio nella stragrande maggioranza dei casi) o di possibili intrusi (i quali vengono inizialmente redarguiti vocalmente, ed in seguito, qualora osino perseverare nella violazione del territorio, aggrediti fisicamente, coi dronghi coda a racchetta che si rivelano uccelli estremamente tenaci ed intrepidi, attaccando soprattutto durante il periodo riproduttivo anche corvi e rapaci).
Si tratta di uccelli estremamente vocali e chiassosi: il loro repertorio vocale è estremamente vasto e consta di una grandissima varietà di richiami, che vanno da versi musicali fischiati ad altri cinguettanti o zufolanti, ad altri ancora più aspri e gracchianti, passando per l'imitazione dei richiami di una varietà di altri uccelli e dei suoni che l'animale ode nell'ambiente circostante.

### Alimentazione
Questi uccelli presentano dieta in massima parte insettivora, basata su grossi insetti (coleotteri e lepidotteri, ma anche termiti durante la sciamatura), altri invertebrati e sulle loro larve: la dieta di questi dronghi consta anche alla bisogna di piccoli vertebrati (uccellini, piccoli rettili e anfibi, topolini) e, sebbene sporadicamente, anche di materiale di origine vegetale, come granaglie, nettare e piccoli frutti maturi.
Il drongo coda a racchetta minore è solito ghermire le prede al suolo, sui tronchi o fra i rami e il fogliame, cibandosene sul posto o (qualora si tratti di prede voluminose) trasportandole nelle zampe verso il proprio posatoio, dove può consumarle con più calma: le prede alate possono essere catturate direttamente in volo. 

### Riproduzione

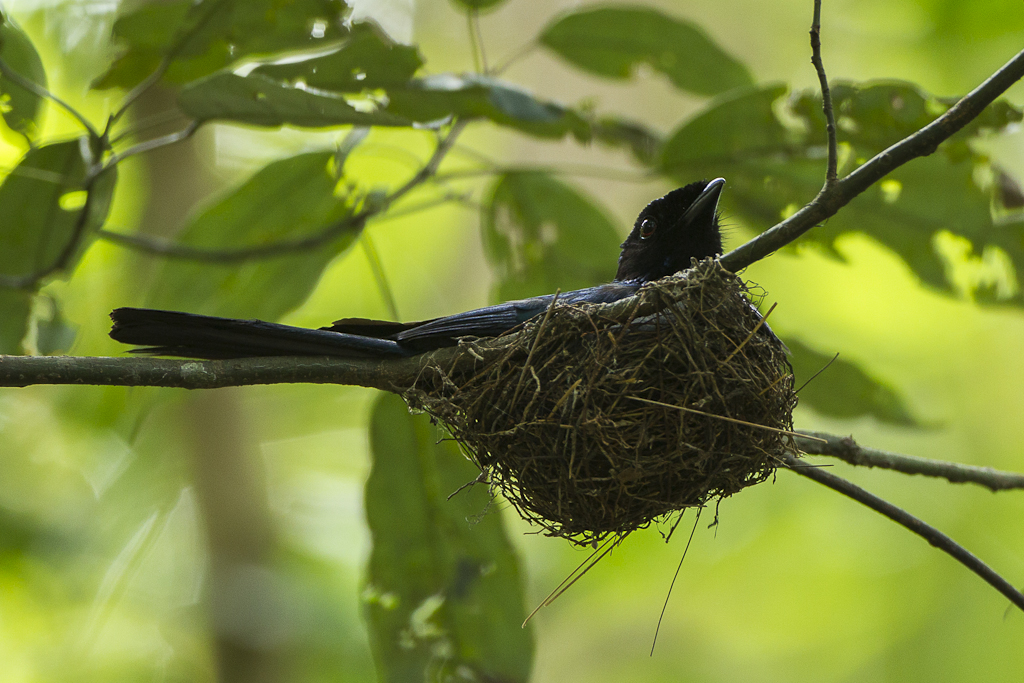
Femmina in cova a Kaeng Krachan.

Si tratta di uccelli monogami, la cui stagione riproduttiva va da aprile a giugno.
I due sessi collaborano nella costruzione del nido (una piccola e fragile coppa di rametti intrecciati posizionata alla biforcazione di un ramo d'albero), nella cova (con la femmina che i occupa di incubare materialmente le uova, mentre il maschio staziona nei pressi del nido e si occupa di reperire il nutrimento per sé e per la compagna) e nell'allevamento della prole: i pulli schiudono ciechi ed implumi, s'involano a circa tre settimane dalla schiusa e possono dirsi indipendenti circa un mese dopo l'involo, affrancandosi dai genitori in maniera definitiva.
Durante l'evento riproduttivo, i dronghi coda a racchetta divengono ancora più aggressivi e territoriali, attaccando fieramente e tenacemente ogni eventuale intruso che si avvicini, anche in maniera inconsapevole, al sito di nidficazione.

## Distribuzione e habitat

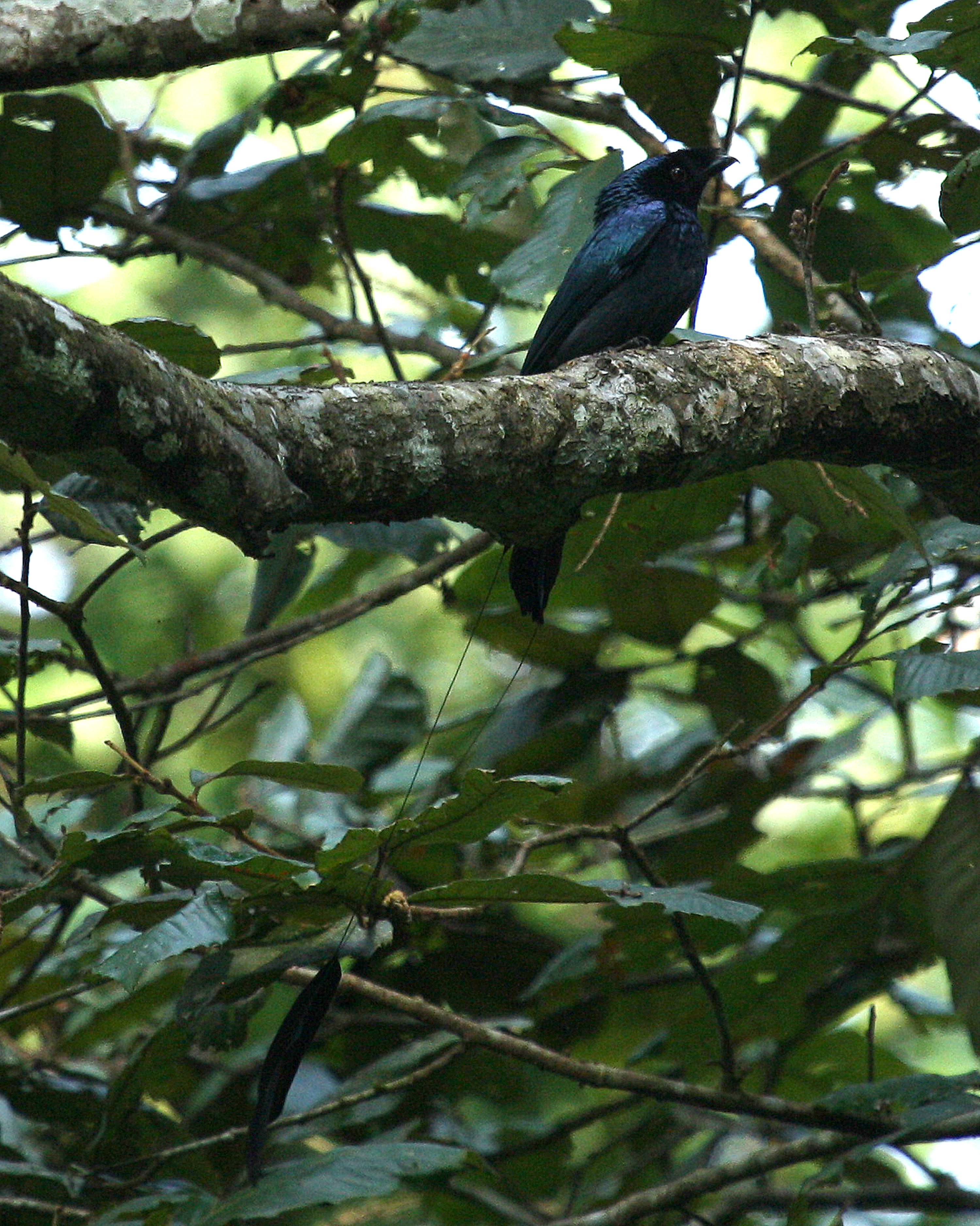
Esemplare nel parco nazionale di Kaziranga.

Il drongo coda a racchetta è una specie asiatica, il cui areale abbraccia il nord dell'Asia meridionale e gran parte del Sud-est asiatico, estendendosi dall'Uttarakhand all'India nordorientale lungo le pendici meridionali dell'Himalaya, oltre al sud della Cina (Yunnan meridionale e Guangxi sud-occidentale), la Birmania, la Thailandia settentrionale, occidentale e meridionale, l'Indocina settentrionale e costiera, la penisola malese e le grandi Isole della Sonda di Sumatra (altipiani settentrionali e monti Barisan) e Giava occidentale.
La specie è residente nel proprio areale: le popolazioni pedemontane dell'area Himalayana tendono a scendere di quota durante il periodo freddo, mentre quelle del Bangladesh solitamente si disperdono per svernare.
L'habitat di questi uccelli è costituito dal limitare delle aree di foresta umida montana, con presenza di aree erbose o cespugliose più o meno estese (anche di origine antropica, come ad esempio campi di taglio, coltivazioni e aree incendiate).

## Tassonomia
Se ne riconoscono 4 sottospecie:
- Dicrurus remifer tectirostris (Hodgson, 1836) - diffusa nella porzione settentrionale dell'areale occupato dalla specie, a sud fino al nord della penisola indocinese (Laos e Vietnam centro-settentrionale a sud fino alla provincia di Thua Thien-Hue);
- Dicrurus remifer peracensis (Baker, 1918) - diffusa nel sud dell'Indocina, in Tenasserim e nella penisola malese;
- Dicrurus remifer lefoli (Delacour & Jabouille, 1928) - endemica dei Monti dei Cardamomi e dei Monti Dâmrei;
- Dicrurus remifer remifer (Temminck, 1823) - la sottospecie nominale, diffusa a Sumatra e Giava;

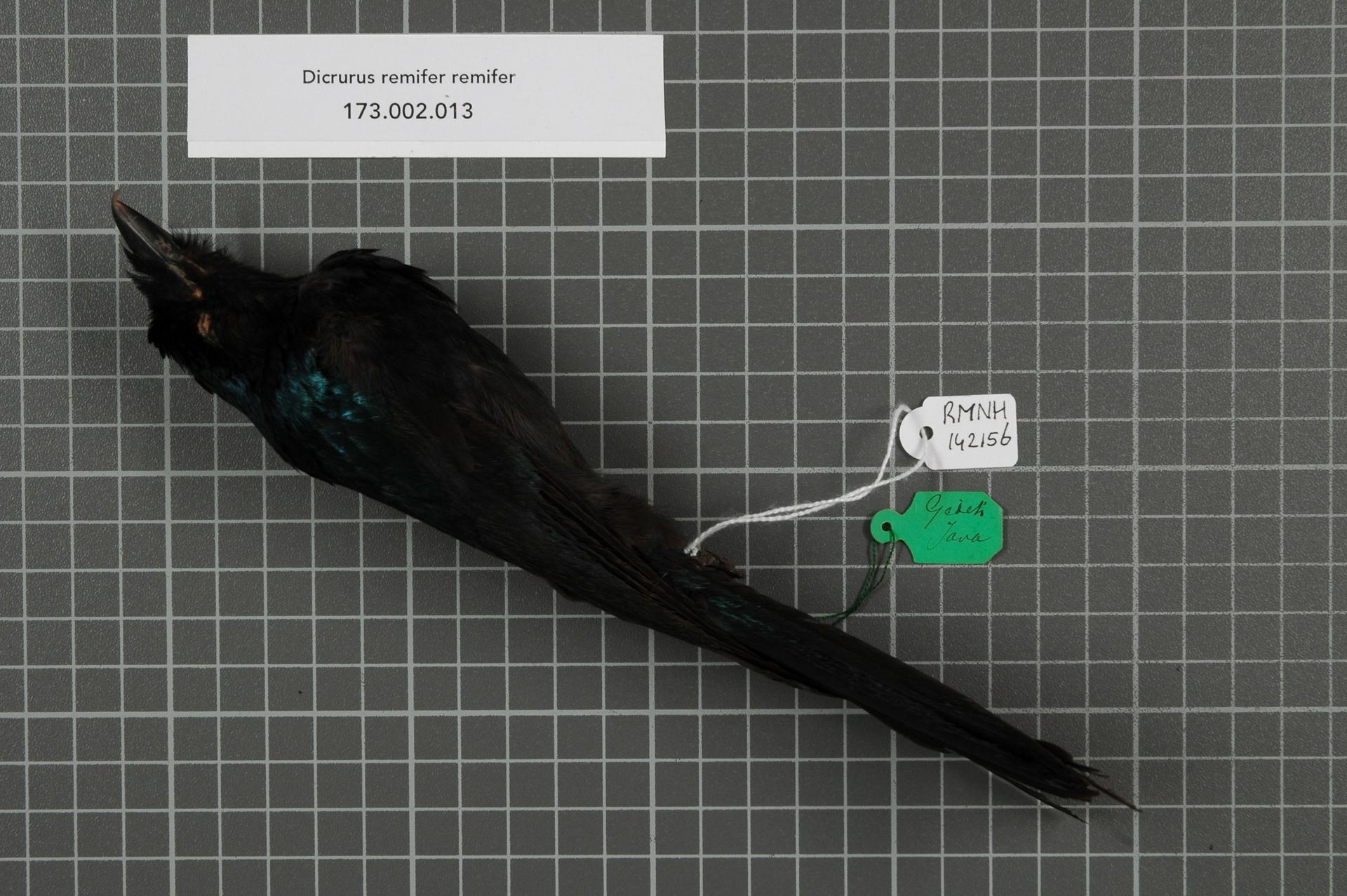
Esemplare impagliato della sottospecie nominale.
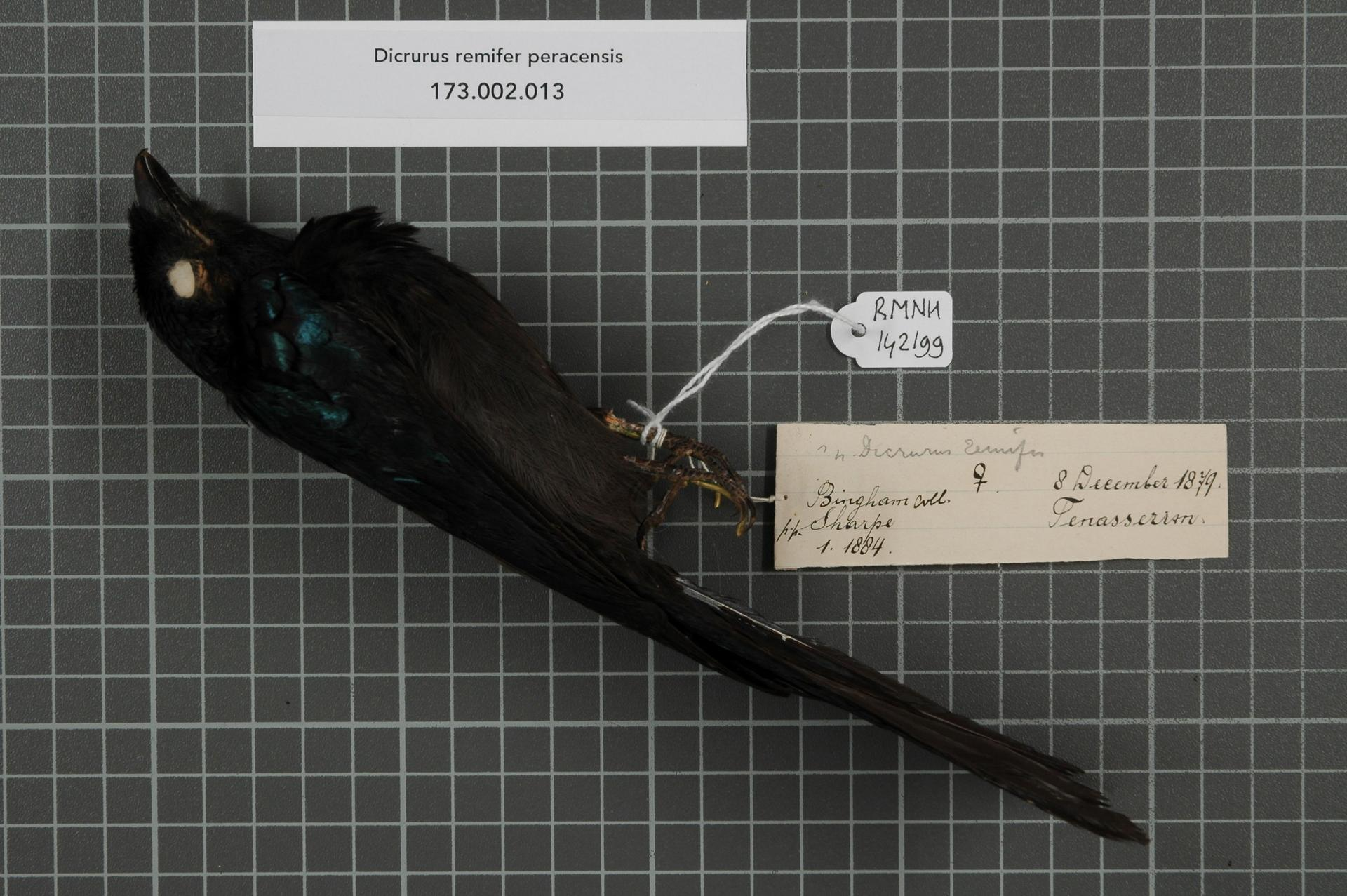
Esemplare impagliato della sottospecie peracensis.